# 婚約数
婚約数（こんやくすう、英: betrothed numbers）とは、異なる 2 つの自然数の組で、1 と自分自身を除いた約数の和が互いに他方と等しくなるような数をいう

。準友愛数（じゅんゆうあいすう、quasi-amicable numbers）とも呼ばれる。
最小の婚約数の組は (48, 75) である。
48 の 1 と自分自身を除いた約数は、2, 3, 4, 6, 8, 12, 16, 24 で、和は 75 となる。一方、75 の 1 と自分自身を除いた約数は、3, 5, 15, 25 で、和は 48 である。
現在まで知られる婚約数の組はすべて偶数と奇数の組である。

## 定義
異なる2つの自然数 n, m の組が婚約数であるとは
σ1(n) = σ1(m) = n + m + 1 となることである。ここで、σ1(n) 、σ1(m) は約数関数である。

## 婚約数の例
婚約数の組を小さい順に列記すると
(48, 75), (140, 195), (1050, 1925), (1575, 1648), (2024, 2295), (5775, 6128), (8892, 16587), (9504, 20735), (62744, 75495), (186615, 206504), …（オンライン整数列大辞典の数列 A005276）
小さい方の数は オンライン整数列大辞典の数列 A003502、大きい方の数は オンライン整数列大辞典の数列 A003503 を参照。

## 未解決問題
- 婚約数の組は無数に存在するか？
- 偶数同士または奇数同士の婚約数の組は存在するか？